# Typhistes elephas
Typhistes elephas là một loài nhện trong họ Linyphiidae.
Loài này thuộc chi Typhistes. Typhistes elephas được Lucien Berland miêu tả năm 1922.